# Henry Horner

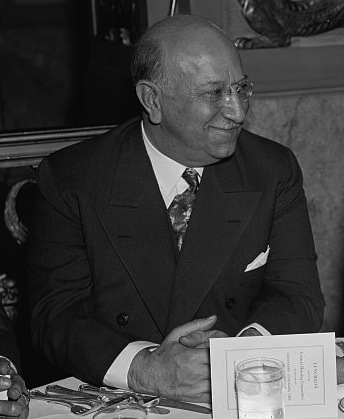
Henry Horner.

Henry Horner, född 30 november 1879 i Chicago, Illinois, död 6 oktober 1940 i Winnetka, Illinois, var en amerikansk demokratisk politiker. Han var guvernör i delstaten Illinois 1933–1940. Han avled i ämbetet.
Horner studerade vid Chicago Manual Training School, University of Chicago och Chicago-Kent College of Law. Han inledde sin karriär som advokat i Chicago och blev 1915 utnämnd till domare. Horner var den första judiska guvernören i Illinois. Den stora depressionen var som värst när han blev guvernör. Förbudstidens slut sammanföll sedan med en förbättring av det ekonomiska läget som Franklin D. Roosevelts New Deal-politik bidrog till.
Horners grav finns på Mount Mayriv Cemetery i Chicago. Han hade en stor samling texter och föremål som hade med Abraham Lincoln att göra. Hornersamlingen, som omfattar bland annat Mary Todd Lincolns bröllopsklänning, finns numera vid Abraham Lincoln Presidential Library.